# 岑宜棟
岑宜棟（？—1789年）字紹堂，廣西田州（今廣西省田陽縣）人。
岑宜棟出生在世襲的壯族土司家族，是田州土司岑猛的後裔。1746年（乾隆四十二年），田州知州岑應祺逝世，因長子岑瀾先卒，以長孫岑宜棟襲田州知州之職。1755年（乾隆二十年），岑宜棟在田州開設化成書院。此後又在其轄境的其他地方開設了數個義學。但當地主僕制度森嚴，這種義學只允許貴族讀書，不允許平民進入。平民即使讀書也不准參加考試。
1783年，岑宜棟的長子岑照因科場舞弊而被處死。
1789年，岑宜棟率土兵兩千人參加了清越戰爭，在棟多被西山軍包圍，自縊而死。清朝追授四品衔及世袭恩骑尉。其第四子岑煜襲田州知州之職。
今河內市西山街有岑宜棟廟。

## 腳註
1. ↑  .   [2012-11-29]. （原始内容存档于2016-03-04）.